# دیوان عالی هند
دیوان عالی هند (هندی: भारत का उच्चतम न्यायालय, انگلیسی: Supreme Court of India) بالاترین دادگاه قضایی و دادگستری و بالاترین دادگاه قانون اساسی، با قدرت نظارت بر قانون اساسی هند است. این دیوان متشکل از رئیس دادگستری هند و ۳۰ قاضی دیگر، دارای مجوزهای گسترده‌ای در قواعد حقوقی، پرونده و پرونده‌های قانونی است.
به عنوان دادگاه استیناف در کشور هند، در برابر دادگاه‌های عالی ایالت‌های مختلف اتحادیه و سایر دادگاه‌ها، رسیدگی به اکثر پرونده‌ها را به عهده می‌گیرد. این حقوق بنیادی شهروندان را تضمین می‌کند و اختلافات میان ایالت‌های مختلف کشور را حل می‌کند. به عنوان یک دادگاه مشورتی، موضوعی را می‌شنود که به طور خاص توسط رئیس جمهور هند به قانون اساسی ارجاع می‌شود. قانون اعلام شده توسط دیوان عالی در مورد تمام دادگاه‌ها در هند مرتبط و لازم‌الاجرا است.